# Satake Yoshimine
Satake Yoshimine (佐竹 義峯, 1690-1749)  foi o 23º líder do clã Satake  e o 5º Daimiô do domínio de Kubota na província de Dewa durante o Xogunato Tokugawa.  

## Biografia
Yoshimine foi o segundo filho de Yoshizumi, sua mãe foi Seihoin (filha de Matsura Shigenobu, governador da Província de Hizen). 
Em 15 de outubro de 1702, foi apresentado formalmente ao shōgun Tsunayoshi e foi nomeado Jijū (侍 従, Moço de câmara). Em 19 de julho de 1715, seu irmão Yoshitada veio a falecer e como este não tinha herdeiros se tornou o líder do clã.  Nesta época foi nomeado Ju shi i ge (従四位下, Oficial júnior de quarto escalão) além de ser concedido o título de Ukyō-Dayu (chefe de gabinete da Imperatriz mãe). 
Em 1722, com o auxilio do membro do Rōjū Inamya Yoshiyuki, Yoshimine iniciou uma reforma na administração do domínio que ficou conhecida como sistema hanchi. 
Como nesta época não tinha herdeiros em 19 de abril de 1742, Yoshimine adotou Satake Yoshimasa filho mais velho de Satake Yoshitaka do ramo que controlava o Domínio de Nitta Kubota. Em 16 de dezembro de 1744, Yoshimine foi nomeado Sashōshō (Sub-comandante da ala esquerda) do Konoefu (Guarda do Palácio).
Yoshimine não era muito fã de poupar dava grandes festas para seus vassalos, isso levou a que em 1748, ano em que ocorreram más colheitas, as finanças do Han ficassem à beira da falência.
Em 10 de agosto de 1749, Yoshimine morreu aos 58 anos de idade. Seu túmulo está localizado no Tentoku-ji, o templo do clã em Akita. Yoshimine foi substituído por seu filho adotivo Yoshimasa.